# Ibrahim Hamato
 (août 2021).
Ibrahim Hamato (né le 1er juillet 1973 à Damiette) est un pongiste handisport égyptien.

## Biographie
Hamato est victime d’un accident de train à l’âge de 10 ans, il doit être amputé des deux bras. Après cet accident il ne parle plus durant 3 ans , il tente de se remettre au sport en pratiquant tout d’abord le football, qui s’avère trop dangereux car il ne peut se rattraper s'il chute. Il se dirige alors vers une autre possibilité sportive avec le tennis de table ; dans un premier temps, Hamato coince la raquette sous son aisselle, avant de la tenir dans sa bouche. Pour pouvoir effectuer ses services seul (ce qui est exigé au niveau international), Hamato utilise son pied droit pour manier la balle.
Ibrahim Hamato participe aux championnats d’Afrique de tennis de table handisport en 2011, 2013 et 2015, où il finit à trois reprises 2e dans sa catégorie.
Il participe aux Jeux paralympiques de Rio en 2016, et à ceux de Tokyo en 2021.